# Tommy LiPuma
Tommy LiPuma (* 5. Juli 1936 in Cleveland, Ohio; † 13. März 2017 in New York City) war ein US-amerikanischer Musikproduzent aus den Bereichen Jazz und Rhythm and Blues. Er arbeitete unter anderem mit Barbra Streisand, Miles Davis, Al Jarreau, Natalie Cole, Diana Krall und Paul McCartney zusammen und wurde mit fünf Grammys ausgezeichnet. 

## Leben und Werk
LiPuma begann zunächst als professioneller Musiker (Saxophon) und 1960 als Mitarbeiter in der Musikpromotion bei M.S. Distributors in Cleveland zu arbeiten. Ein Jahr später wechselte er zu Liberty Records, wo er in gleicher Funktion in Los Angeles und New York arbeitete. Dort war er auch als Produzent unter anderem für Randy Newman tätig. 1965 wechselte er zu der neu gegründeten Gesellschaft A&M Records, wo er mit Guantanamera von den Sandpipers seinen ersten Erfolg hatte, der auch mit einer Goldenen Schallplatte ausgezeichnet wurde.
1969 gründete er mit Bob Krasnow Blue Thumb Records (heute ebenfalls bei der Verve Music Group in der Sparte Weltmusik und Blues), wo er unter anderem Ike und Tina Turner, die Pointer Sisters, die Crusaders und Barbra Streisand produzierte, deren Titel The Way We Were aus dem gleichnamigen Film von 1973 mit Platin ausgezeichnet wurde.
Ab 1974 war er bei Warner Brothers beschäftigt, wo Al Jarreau, George Benson, Antônio Carlos Jobim, Claus Ogerman zu den von ihm produzierten Künstlern zählten. 1978 kehrte er wieder kurz zu A&M als Leiter des neu gegründeten Horizon Labels zurück und wurde dann Vizepräsident bei Warner Brothers im Bereich Jazz und Progressive Music. Auch hier arbeitete er als Produzent und Talentsucher. Er produzierte unter anderem Randy Crawford, Miles Davis (Tutu 1986), Patti Austin, Bob James, George Benson, Earl Klugh, David Sanborn, Joe Sample, Rickie Lee Jones und die Yellowjackets. Das von ihm produzierte Album Breezin’ von George Benson wurde 1976 – ebenso wie die Auskopplung This Masquerade – mit einem Grammy Award ausgezeichnet.
1990 wurde LiPuma Vizepräsident bei Elektra Records, wo er wieder mit Krasnow zusammenarbeitete und Natalie Cole, Anita Baker, David Sanborn und Wayne Shorter produzierte. 1994 wurde er Vorsitzender bei GRP Recording Company (die nach der Fusion mit Verve Records ab 1999 als The Verve Music Group firmierte), wo er die Unter-Label Blue Thumb und Impulse Records reaktivierte. Er wurde 33-mal für den Grammy nominiert und gewann ihn fünfmal, unter anderem 1991 für Unforgettable von Natalie Cole (in der sie im Duett mit Aufnahmen ihres Vaters Nat King Cole singt), bei dem er Co-Produzent war. 29 der von ihm produzierten Alben erreichten Gold- oder Platin-Status. Bei Verve produzierte er unter anderem Diana Krall, deren Album When I Look In Your Eyes (2000) mit zwei Grammy-Awards und einer Platin-Schallplatte ausgezeichnet wurde. Darüber hinaus produzierte LiPuma Paul McCartneys Album Kisses on the Bottom (2012). Ab 2004 übergab er die täglichen Geschäfte bei Verve an Ron Goldstein und widmete sich als Chairman Emeritus der Verve Musicgroup, um mehr im Studio zu arbeiten.